# M72 LAW
De M72 LAW (Licht Antitank Wapen), is een draagbaar, eenmalig te gebruiken pantserbestrijdend wapen. Het  is een raketwerper, voorzien van een raket met holle lading.
De LAW 66 mm is de vervanger van de bazooka; een antitankwapen dat gebruikt werd in de Koreaanse oorlog. De LAW werd voortdurend verbeterd, de nieuwste versie is de M72 A6. Hiermee is het mogelijk de bepantsering van elke thans (2015) bestaande tank te doorboren.
Het wapen heeft twee in elkaar geschoven lopen. Om het te kunnen afvuren, dient de achterste loop uit de voorste loop te worden getrokken. Hierbij klappen tevens de beide op het wapen aangebrachte vizieren uit. De bediening geschiedt door één man, het wapen wordt vanaf de schouder afgevuurd. Hierbij ontstaat geen terugstoot, wel is er een achterwaartse steekvlam waar rekening mee gehouden moet worden. Na het afgaan van het schot wordt de lege koker weggeworpen.

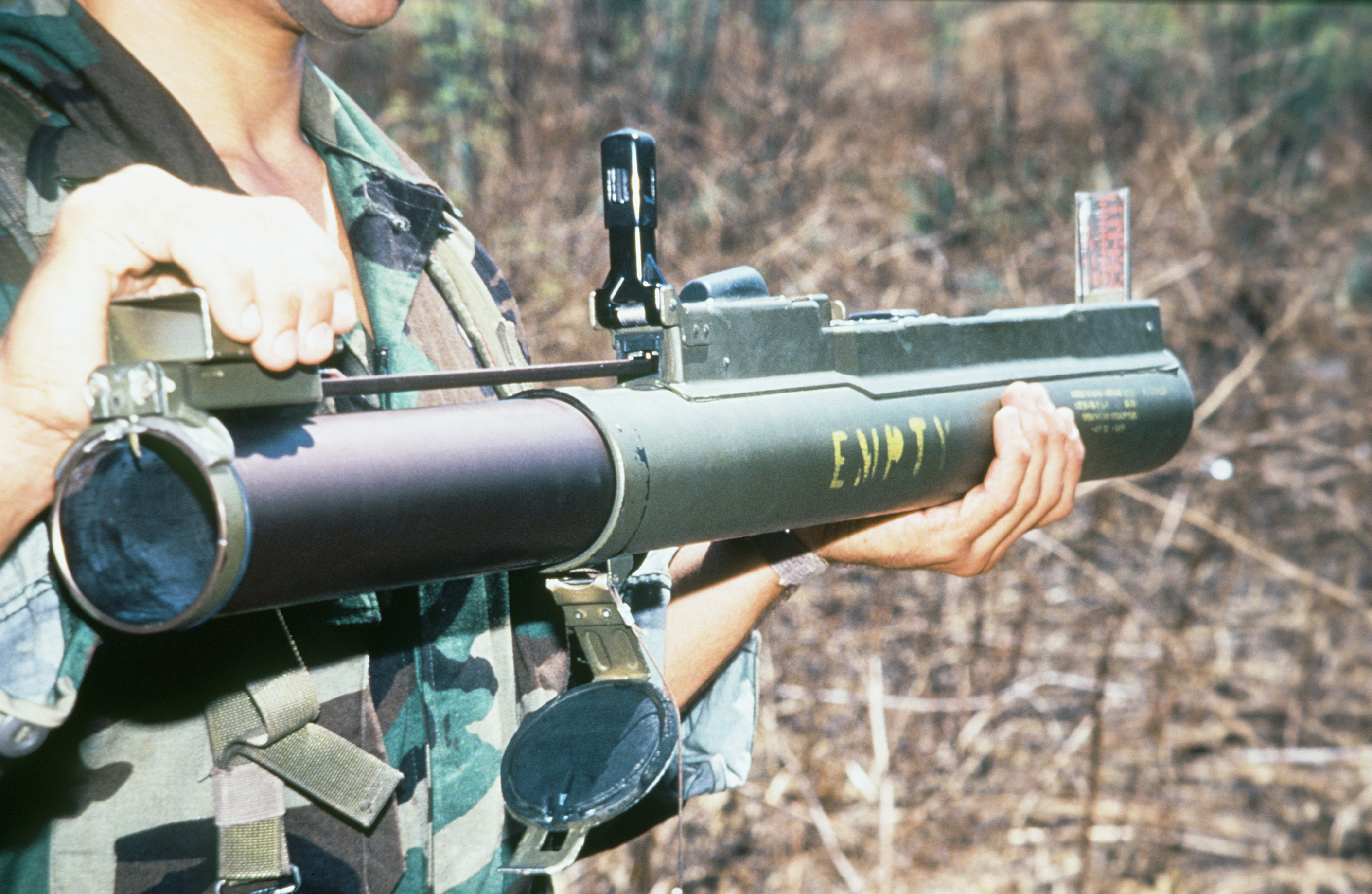
Een Amerikaanse marinier houdt een M72A2 vast, Marine Corps Base Camp Pendleton State, San Diego County, Verenigde Staten, 1984
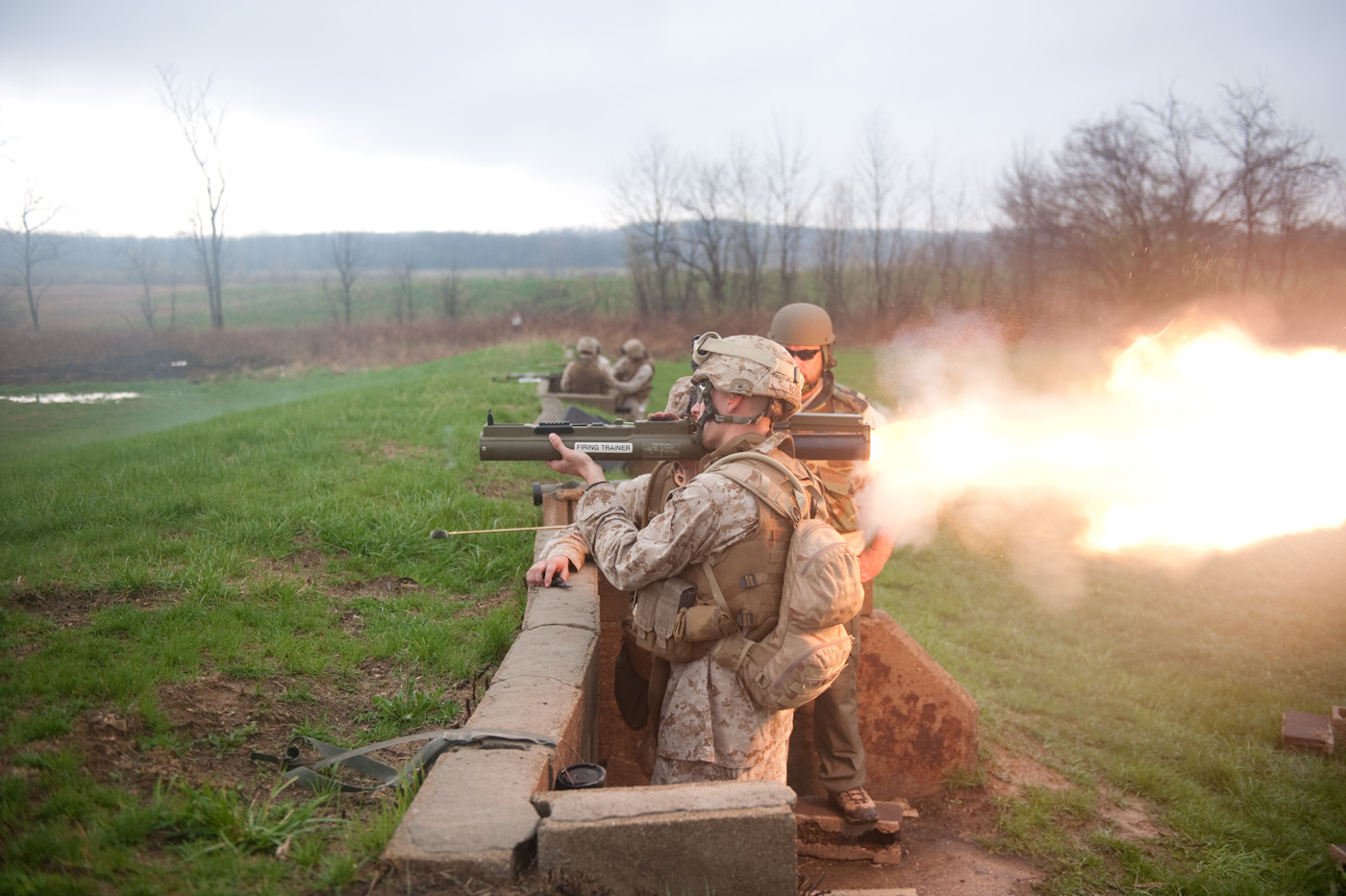
Een Amerikaanse marinier vuurt een M72 LAW antitankwapen af met een achterwaartse steekvlam. Camp Atterbury, Edinburgh, Indiana, Verenigde Staten, 2011.